# Autoplastie
Autoplastia (din greacă autos - „însuși” și plassein - „a forma”) este o metodă chirurgicală prin care se înlocuiește un țesut distrus printr-un fragment din același țesut prelevat dintr-un alt loc de la pacient.